# Onda anomala

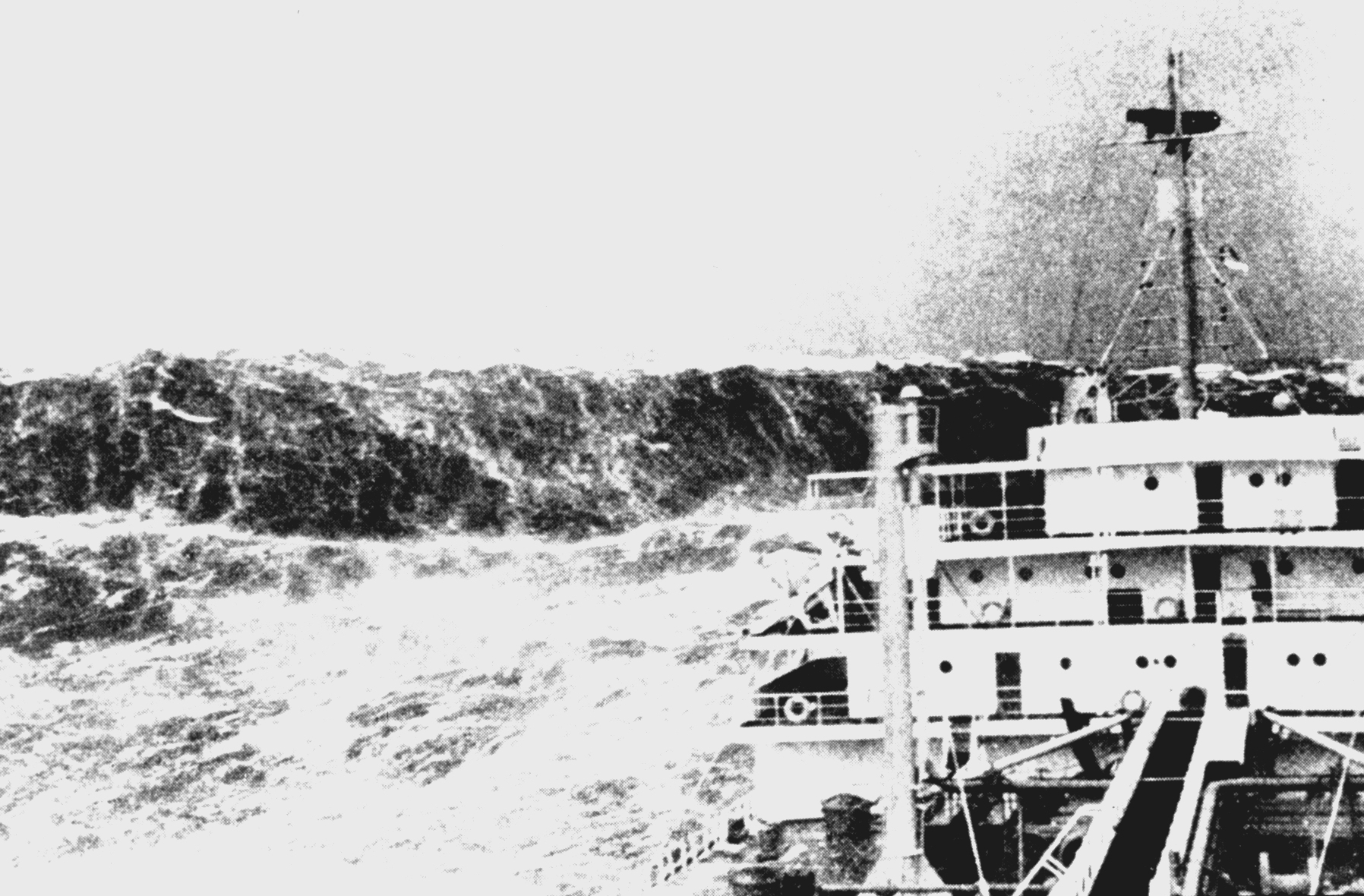
Onda anomala nel Golfo di Biscaglia

In oceanografia le onde anomale sono un fenomeno marino di cui non si conoscono esattamente né le cause né l'origine. Come definizione un'onda è considerata anomala se supera 2,2 volte l'altezza significativa del treno d'onde a cui appartiene. Sono state osservate onde anomale alte da 25 a 30 metri e che sembrano formarsi in modo imprevedibile.
Si tratta di un fenomeno nettamente distinto dai maremoti, con i quali c'è spesso confusione. Un'onda anomala si distingue infatti da uno tsunami per vari motivi: la causa (per le onde anomale non è ben chiara ma si ritiene sia legata a interazioni fra onde generate dal vento, mentre uno tsunami è generato da eventi traumatici di grande scala come terremoti, eruzioni vulcaniche o frane), dalle caratteristiche fisiche peculiari (un'onda anomala si distingue dal treno d'onde a cui appartiene per la sua ampiezza elevata, mentre uno tsunami si distingue dalle onde marine usuali per la sua lunghezza d'onda, che può raggiungere le decine di chilometri), e anche dal fatto che le onde anomale si osservano solitamente in alto mare, mentre gli effetti dei maremoti si osservano principalmente nelle coste su cui impattano.

## Caratteristiche

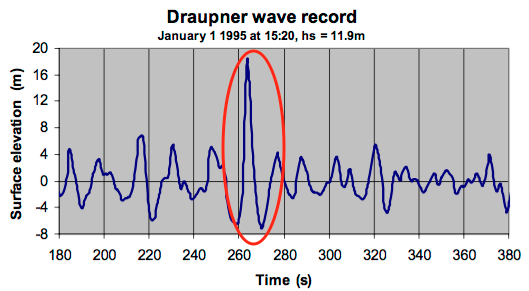
Onda della Draupner

Tali onde possono essere estremamente pericolose poiché sono in grado di affondare navi anche di grande stazza. Mancando prove scientifiche della loro esistenza, fino a poco tempo fa questo fenomeno era ritenuto da molti esperti una pura invenzione dei marinai. I pochi sopravvissuti hanno sempre riportato racconti ritenuti non realistici, anche perché secondo i modelli statistici la probabilità di formarsi di un'onda di tali altezze era di una ogni 10.000 anni.
È stato calcolato che negli ultimi vent'anni siano scomparse in mare più di 200 grosse navi e alcuni pensano che nella maggior parte dei casi la causa vada ricercata nelle onde anomale e non nel maltempo (causa indicata nella maggior parte dei rapporti). Il gran numero di grosse navi scomparse è dovuto anche al fatto che sono tutte progettate per resistere senza problemi a onde alte fino a un massimo di 15 metri. Il 1º gennaio del 1995, le strumentazioni presenti su una piattaforma petrolifera nel Mare del Nord misurarono per la prima volta un'onda anomala, che dal nome della piattaforma è stata chiamata onda della Draupner. Tale misurazione rappresentò la prima evidenza strumentale del fenomeno delle onde anomale.
Per poter studiare il fenomeno e documentare queste formazioni ondose è stato creato il progetto MaxWave, un consorzio formato da 11 organizzazioni presenti in 6 paesi dell'Unione europea. Grazie all'utilizzo dei satelliti Ers-1 ed Ers-2, che hanno una risoluzione di 10 metri e sfruttano potenti radar in grado di prelevare immagini della superficie marina in ogni condizione atmosferica, si è potuto finalmente fotografare il fenomeno dallo spazio. Sono state inizialmente analizzate ed elaborate oltre 30.000 immagini risalenti al 2001, periodo in cui sono avvenuti due avvistamenti: tra febbraio e marzo del 2001 due grosse navi da crociera (la Bremen e la Caledonian Star) erano state investite e gravemente danneggiate da due onde anomale.
Malgrado il periodo preso in esame fosse di durata così breve, sono state individuate una decina di onde anomale alte più di 25 metri, fino a un massimo di 30 metri e lunghe parecchi chilometri.
Questi rilevamenti hanno permesso l'avvio di vari progetti volti a studiare il fenomeno e a poterlo prevedere. Un ulteriore caso documentato si è verificato il 3 marzo 2010 nel Golfo del Leone, dove un'onda di 8 metri ha danneggiato la nave da crociera cipriota Louis Majestic causando due vittime e il ferimento di diversi passeggeri.

## Cause possibili

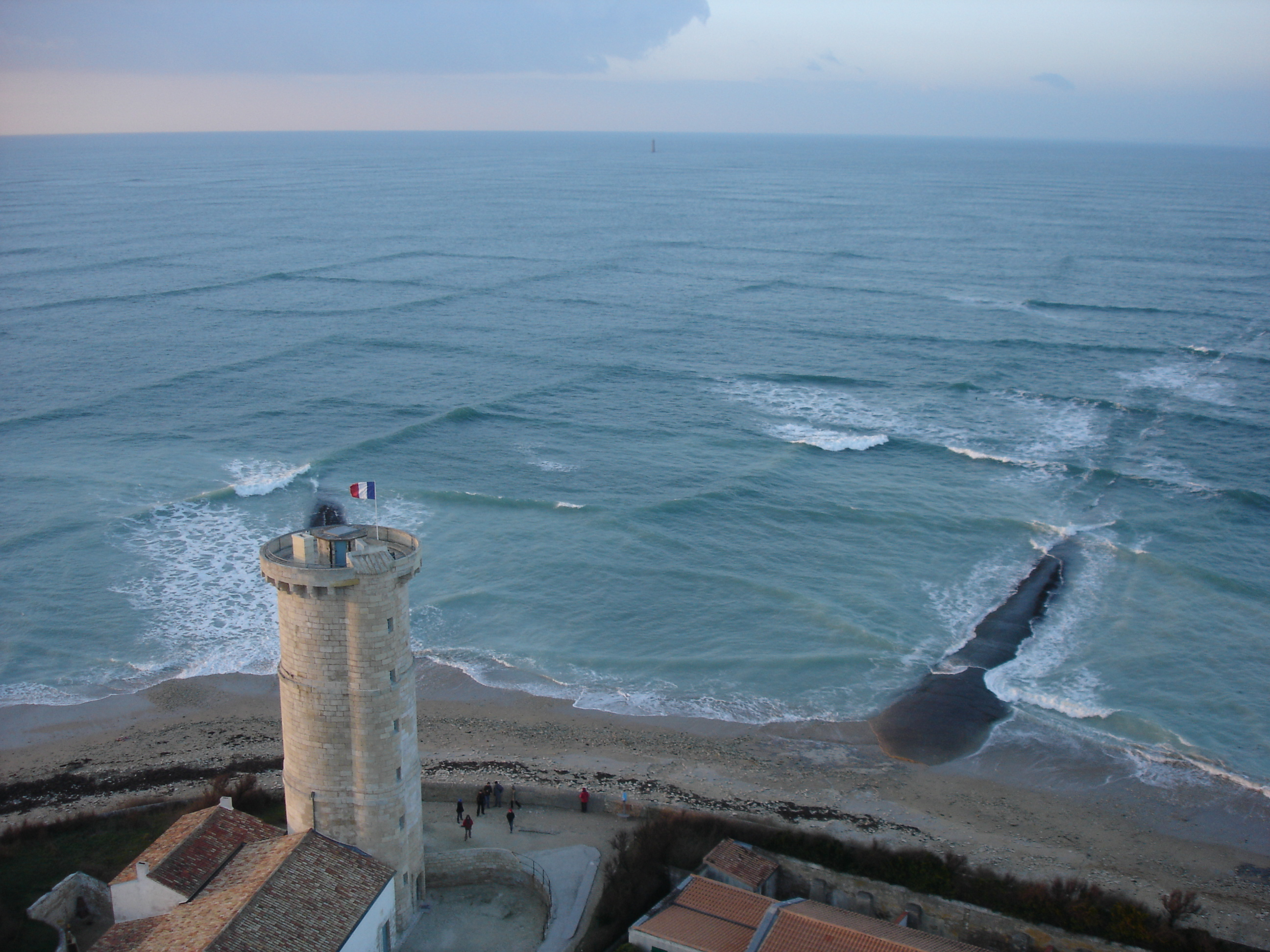
Mare a croce

Il fenomeno delle onde anomale è ancora argomento di ricerca, ed è troppo presto per poter stabilire quali siano le cause principali o come cambino da luogo a luogo. Le zone maggiormente a rischio sembrano essere quelle dove una forte corrente marina si muove in senso contrario alla direzione principale del moto delle onde: la zona vicino a Capo Agulhas nell'estremità meridionale dell'Africa è una di queste. Le tesi proposte non spiegano l'esistenza di tutte le onde anomale osservate, quindi molti altri meccanismi di formazione sono possibili con locali varianti. Alcuni meccanismi proposti per la formazione di onde anomale sono:
- messa a fuoco per diffrazione (diffractive focusing);
- messa a fuoco a causa di correnti;
- effetti non lineari legati a interazioni risonanti (simile ai solitoni);
- condizioni di mare a croce, ovvero l'incontro casuale tra due treni di onde (quindi una sovrapposizione non lineare tra due treni d'onda diversi, frequentemente tra onde swell provenienti da un'altra zona di tempesta che interagiscono con il campo d'onde locali generate dal vento.)

Secondo alcune ricerche è possibile che si generi naturalmente un'onda anomala da un fondo casuale di onde più piccole. In questo caso, è ipotizzato, un insolito e instabile tipo di onda si può formare assorbendo energia dalle altre onde, sviluppando spontaneamente un "mostro" quasi verticale prima di diventare instabile e collassare in breve tempo.
Sembrano esistere tre categorie di onde anomale:
- "muri d'acqua" che viaggiano per al massimo 10 km nell'oceano;
- "tre sorelle", gruppi di tre onde (colpirono la "Caledonian Star" il 2 marzo 2001, 53°03' S, 63°35' O);
- singola onda di tempesta gigante, (colpì la "MS Bremen" il 22 febbraio 2001, 45°54' S, 38°58' O).